# Buttons
«Buttons» —en español «Botones»— es una canción interpretada por el grupo femenino estadounidense The Pussycat Dolls, para su álbum debut PCD en el 2005. La canción fue escrita por Sean Garrett, Jamal Jones, Jason Perry, Nicole Scherzinger, Calvin Broadus mientras que la producción se llevó a cabo por Jones Along con Sean Garret and Ron Fair. Fue lanzado como cuarto sencillo oficial del álbum el 25 de marzo de 2006 a todos los proveedores de descarga digital y el 8 de mayo del mismo año, a las radios de éxitos contemporáneos estadounidenses. «Buttons» es una canción dance-pop y R&B que usa elementos fuertes de la música del gran oriente medio en su producción. En lo lírico, la canción hace referencia al deseo de una mujer de ser desnudada, por medio de Scherzinger. 
Las críticas para la canción fueron divididas, algunos críticos complementaron la producción, sin embargo, otros criticaron el seguimiento a sus sencillos anteriores. Llegó a los primeros cinco de países como Reino Unido, Australia, Nueva Zelanda, Alemania y Canadá. En Austria y Nueva Zelanda alcanzó el primer puesto en las listas nacionales, siendo para el grupo el cuarto número uno consecutivo en la lista de Nueva Zelanda. Mientras tanto, llegó al puesto 2 en Canadá y al tres en los Estados Unidos, convirtiéndose en el tercer top 10 en el territorio para el grupo. Gracias a «Buttons», The Pussycat Dolls son el primer grupo femenino en lograr que tres de sus canciones sobrepasen las dos millones de descargas vendidas en los Estados Unidos, junto con «Don't Cha» (2005) y «When I Grow Up» (2008).

## Rendimiento comercial
En los Estados Unidos, "Buttons" debutó en el Billboard Hot 100 en el número 71 en la semana del 27 de mayo de 2006, siendo el debut más alto de la semana. En su décima semana, "Buttons" entró al top 10 en la séptima posición, comenzando a subir posiciones en el chart. Eventualmente, alcanzó el puesto tres del listado el 16 de septiembre de 2006. "Buttons" pasó 11 semanas dentro de los diez primeros de la lista, y un total de 30 semanas en el chart. La versión de Dave Audé alcanzó el número uno en el Hot Dance Club Songs, mientras que la versión del álbum llegó hasta el puesto 20. En la lista de Pop Songs la canción alcanzó el primer puesto durante dos semanas. De acuerdo a Nielsen Soundscan, hasta el 24 de enero de 2010, la canción ha vendido dos millones de descargas, haciendo a las Pussycat Dolls el primer grupo femenino en la historia de la era digital en los Estados Unidos, en tener tres canciones junto con "Don't Cha" y "When I Grow Up" con más de dos millones de descargas en el país. La canción fue certificada platino por laRecording Industry Association of America (RIAA), por envíos de un millón de copias del sencillo.
El 3 de julio de 2006, "Buttons" debutó en el New Zealand Singles Chart en el número 38 basado solo en las emisiones radiales. En su tercera semana, la canción saltó del puesto 31 hasta el primer puesto, convirtiéndose en el cuarto número uno consecutivo del grupo. Junto con "Don't Cha", "Stickwitu", "Beep" y "Buttons", The Pussycat Dolls conseguían su duodécima semana en la sima del chart. La canción fue desbancada del número uno por "Crazy"  de Gnarls Barkley, el cual pasó siete semanas en el primer puesto de la lista. El 13 de noviembre de 2006, "Buttons" recibió la certificación de oro por la Recording Industry Association of New Zealand (RIANZ), por ventas de 7,500.

## Posicionamiento
| País                                            | Mejor posición |
| ----------------------------------------------- | -------------- |
| Alemania (Media Control Charts)                 | 4              |
| Australia (ARIA)                                | 2              |
| Australia Urban (ARIA)                          | 1              |
| Austria (Ö3 Austria Top 40)                     | 1              |
| Bélgica (Ultratop 50 Flandes)                   | 4              |
| Bélgica (Ultratop 50 Valonia)                   | 6              |
| Canadá (Canadian Hot 100)                       | 2              |
| Dinamarca (Tracklisten)                         | 4              |
| Estados Unidos (Billboard Hot 100)              | 3              |
| Estados Unidos (Hot Dance Club Songs Billboard) | 1              |
| Estados Unidos (Mainstream Top 40)              | 1              |
| Estados Unidos (Pop 100)                        | 1              |
| Estados Unidos (Rythmic Top 40)                 | 44             |
| Finlandia (Suomen virallinen lista)             | 11             |
| Francia (SNEP)                                  | 12             |
| Hungría (Rádiós Top 40)                         | 1              |
| Hungría (Dance Top 40)                          | 4              |
| Irlanda (IRMA)                                  | 4              |
| Italia (FIMI)                                   | 8              |
| Nueva Zelanda (Recorded Music NZ)               | 1              |
| Países Bajos (Dutch Top 40)                     | 6              |
| Países Bajos (Single Top 100)                   | 7              |
| Reino Unido (Official Charts Company)           | 3              |
| Continentales                                   |                |
| Europa (European Hot 100 Singles)               | 6              |

| Listas (2005)                        | Posiciones |
| ------------------------------------ | ---------- |
| Australia (ARIA)                     | 17         |
| Australia Urban (ARIA)               | 4          |
| Austria (Ö3 Austria Top 40)          | 14         |
| Belgium (Ultratop 50 Flanders)       | 18         |
| Belgium (Ultratop 50 Wallonia)       | 21         |
| UK Singles (Official Charts Company) | 57         |
| US Billboard Hot 100                 | 15         |
| US Hot Digital Songs (Billboard)     | 16         |
| US Hot Dance Club Songs (Billboard)  | 10         |
| US Pop 100 (Billboard)               | 8          |

## Certificaciones
| País/Territorio                           | Certificación | Ventas     |
| ----------------------------------------- | ------------- | ---------- |
| Australia (ARIA)                          | Platino       | 70 000^    |
| Bélgica (BEA)                             | Oro           | 25 000*    |
| Brasil (ABPD)                             | Oro           | 50 000*    |
| Dinamarca (IFPI Dinamarca)                | Platino       | 15 000^    |
| Estados Unidos (RIAA)                     | 2x Platino    | 2 000 000^ |
| Nueva Zelanda (RMNZ)                      | Oro           | 7500*      |
| Reino Unido (BPI)                         | Plata         | 200 000^   |
| ^ Envíos basadas solo en la certificación |               |            |
| * Ventas basadas solo en la certificación |               |            |
| × Sin especificar                         |               |            |